# Kastell Bulci

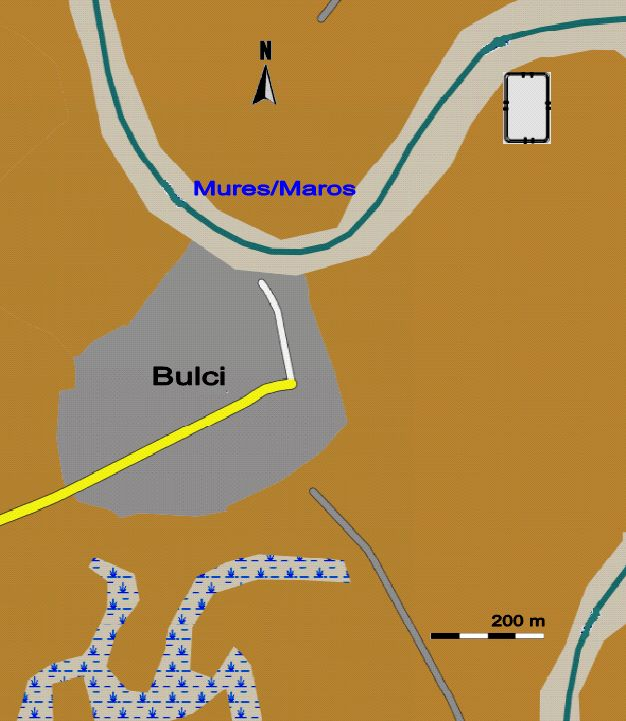
Lage des Kastells bei Bulci

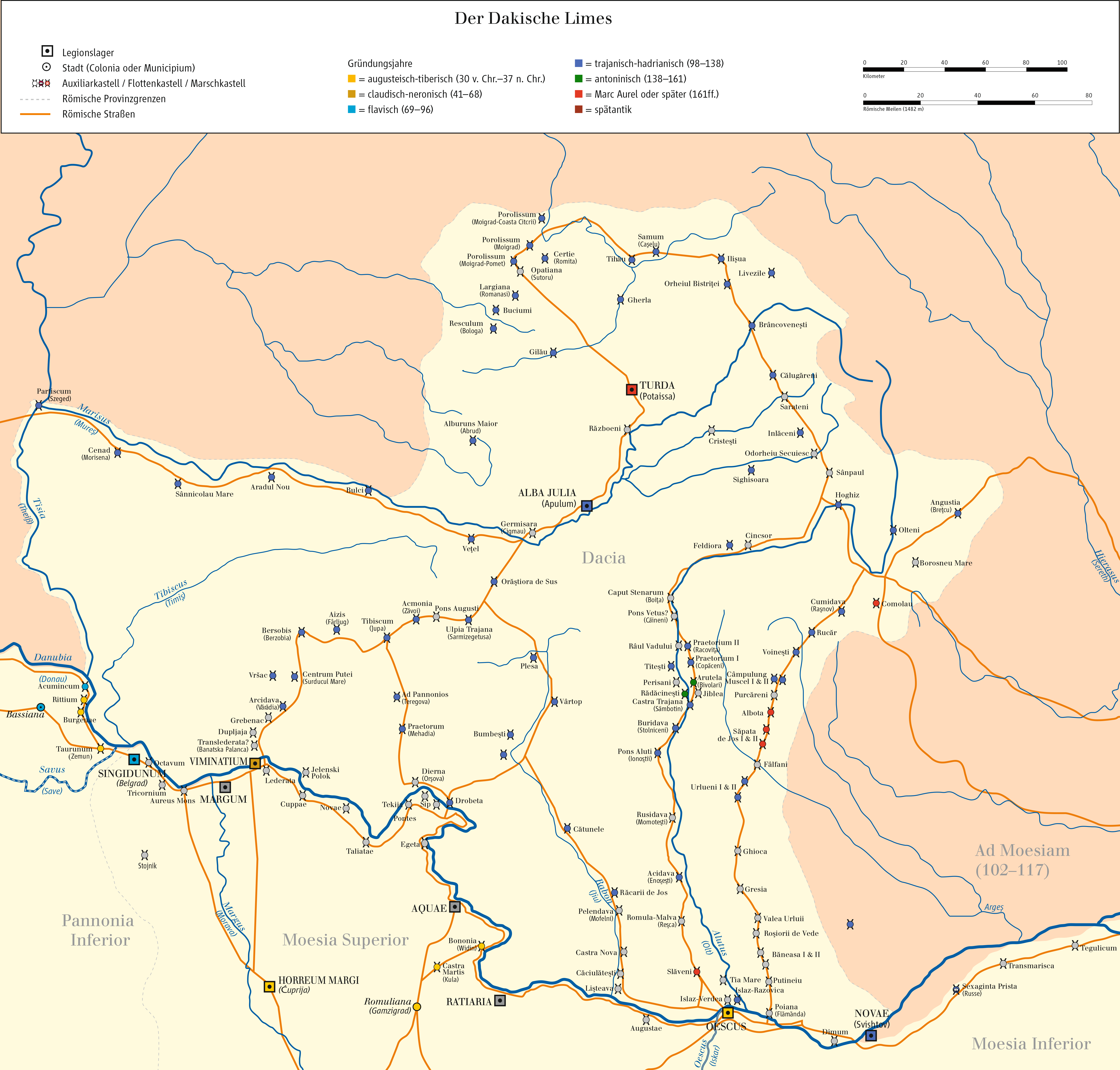
Kastell im Kontext der Limites

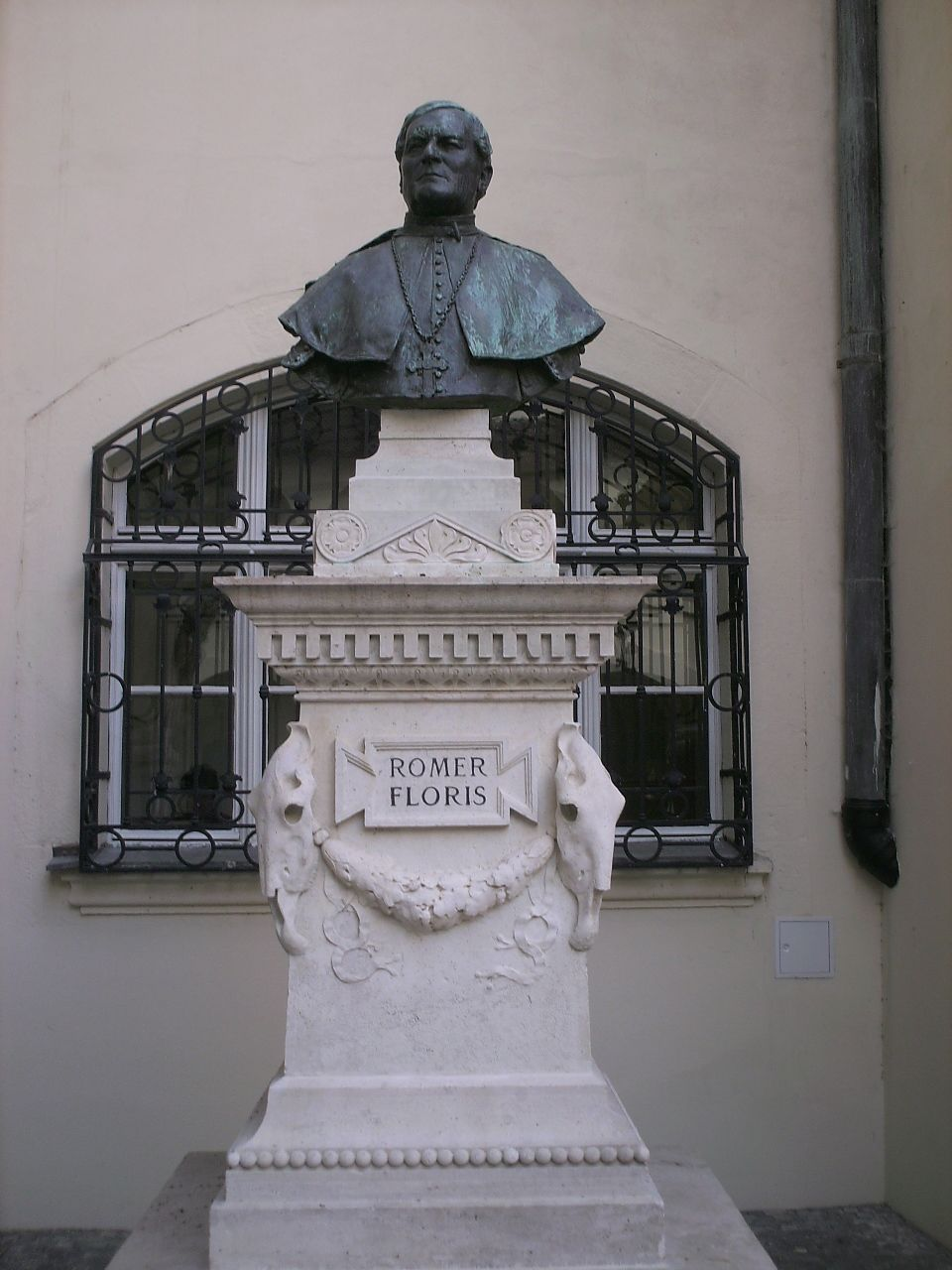
Büste von Flóris Rómer

Kastell Bulci war ein römisches Hilfstruppenlager und Bestandteil der Außenlinie in der westlichen Festungskette des dakischen Limes (limes Dacius), auf dem Gebiet des zur Gemeinde Bata gehörenden Dorfes Bulci im rumänischen Kreis Arad. Regional gehört der Ort zum Banat.

## Lage und Funktion
Die Region im Landkreis Arad ist – mit kurzen Unterbrechungen – schon seit dem Neolithikum besiedelt. Während der ersten Hälfte des 1. Jahrtausends v. Chr. gründeten die Daker auf beiden Seiten des Mureș (lat.: Marisus) erste Niederlassungen. Ab dem 6. Jahrhundert v. Chr. ließen sich hier unter anderem die Skythen nieder, die später in den Dakern aufgingen. Ende des 4. Jahrhunderts v. Chr. begannen auch keltische Stämme hier einzuwandern, die aber ebenfalls rasch von den Dakern assimiliert wurden.
Das möglicherweise von einer Auxiliarkohorte belegte Kastell lag östlich des heutigen Dorfes Bata am linken Ufer der Mureș. Der Fundplatz ist auch unter seinen Flurnamen „Cetate“ (Burg) oder „Mănăstire“ (Kloster) bekannt. Seiner Besatzung oblag unter anderem die Überwachung und Sicherung der Straße von Micia nach Partiscum, die dem südlichen Ufer des Flusses in Richtung NW folgte. In der gesicherten Zeit seiner Existenz gehörte das Lager administrativ zur Provinz Dacia superior.

## Kastell
Das Kastellareal ist nur unzureichend erforscht. Es wurde erstmals 1868 von Flóris Rómer, dem Begründer der provinzialrömischen Archäologie in Ungarn, untersucht, danach fanden zwischen 1976 und 1980 noch kleinere Suchgrabungen durch István Ferenczi und Mircea Barbu statt. Eine topographische Neuaufnahme des Geländes erfolgte 2005.
Die Umwehrung bestand aus einem Holz-Erde-Wall mit einem vorgelagerten Graben als Annäherungshindernis. Von der Innenbebauung konnten nur geringe Spuren nachgewiesen werden. Aufgefundene Ziegelstempel der Legio XIII Gemina scheinen zumindest die Identifizierung des Fundplatzes als römische Militäranlage des 2. Jahrhunderts n. Chr. zu bestätigen. Vermutlich wurde die Befestigung von einer Vexillation dieser Legion erbaut. Vom Kastell selbst sind heute im Gelände keine Reste mehr erkennbar.

## Fundverbleib und Denkmalschutz
Die Funde aus den Grabungen befinden sich heute im Museumskomplex Arad, Abteilung für Archäologie und Geschichte (rumänisch Complexul muzeal Arad, Secția Arheologie și Istorie).
Die gesamte archäologische Stätte steht nach dem 2001 verabschiedeten Gesetz Nr. 422/2001 als historisches Denkmal unter Schutz und ist mit dem LMI-Code AR-I-m-A-00428 in der nationalen Liste der historischen Monumente (Lista Monumentelor Istorice) eingetragen. Der RAN-Code lautet 9912.01 Zuständig sind das Ministerium für Kultur und nationales Erbe (Ministerul Culturii și Patrimoniului Național), insbesondere das Generaldirektorat für nationales Kulturerbe, die Abteilung für bildende Kunst sowie die Nationale Kommission für historische Denkmäler sowie weitere wichtige, dem Ministerium untergeordnete Institutionen. Ungenehmigte Ausgrabungen sowie die Ausfuhr von antiken Gegenständen sind in Rumänien verboten.

## Ältere Forschungen
- Alexandru Borza: Banatul în timpul Romanilor. (Das Banat in der Römerzeit.) Temeschburg 1943, S. 79 (in rumänischer Sprache).
- Pál Király: Dacia Provincia Augusti I. Nagybecskerek 1893, S. 23 (in ungarischer Sprache).
- Felix Milleker: Délmagyarország régiségleletei a honfoglalás előtti idökböl. (Die archäologischen Funde Südungarns vor der Landnahmezeit.) Temeschburg 1899, S. 16 (in ungarischer Sprache).
- Dumitru Tudor: Corpus monumentorum religionis equitum danuvinorum (CMRED). The monuments. Band 1. Brill-Verlag, Leiden 1969, S. 59.
- Dumitru Tudor: Tabula Imperii Romani (TIR): Bucarest. Drobeta-Romula-Sucidava. Académie de la République Socialiste de Roumanie, Bukarest 1969 (Teile der Blätter K-34, K-35, L-34, L-35), hier: TIR L 34, S. 43.